# Liste der Biografien/Sims
Liste der Biografien |
Portal Biografien |
Personensuche
# |
A |
B |
C |
D |
E |
F |
G |
H |
I |
J |
K |
L |
M |
N |
O |
P |
Q |
R |
S |
T |
U |
V |
W |
X |
Y |
Z |
?
 
Sa |
Sb |
Sc |
Sd |
Se |
Sf |
Sg |
Sh |
Si |
Sj |
Sk |
Sl |
Sm |
Sn |
So |
Sp |
Sq |
Sr |
Ss |
St |
Su |
Sv |
Sw |
Sy |
Sz
 
Sia |
Sib |
Sic |
Sid |
Sie |
Sif |
Sig |
Sih |
Sii |
Sij |
Sik |
Sil |
Sim |
Sin |
Sio |
Sip |
Siq |
Sir |
Sis |
Sit |
Siu |
Siv |
Siw |
Six |
Siy |
Siz
 
Sima |
Simb |
Simc |
Sime |
Simg |
Simh |
Simi |
Simj |
Simk |
Siml |
Simm |
Simn |
Simo |
Simp |
Simr |
Sims |
Simt |
Simu |
Simw |
Simz
Die Liste der Biografien führt alle Personen auf, die in der deutschsprachigen Wikipedia einen Artikel haben. Dieses ist eine Teilliste mit 99 Einträgen von Personen, deren Namen mit den Buchstaben „Sims“ beginnt.

## Sims
- Sims, Al (* 1953), kanadischer Eishockeytrainer und ehemaliger Spieler
- Sims, Alexander (* 1988), britischer Automobilrennfahrer
- Sims, Alexander D. (1803–1848), US-amerikanischer Politiker
- Sims, Anthony junior (* 1995), US-amerikanischer Boxer im Cruisergewicht
- Sims, Bella (* 2005), US-amerikanische Schwimmerin
- Sims, Ben, britischer Techno-DJ und -Produzent
- Sims, Brian (* 1978), US-amerikanischer Politiker
- Sims, Charles (1937–2017), US-amerikanischer Mathematiker
- Sims, Christopher (* 1942), US-amerikanischer Wirtschaftswissenschaftler
- Sims, Dick (1951–2011), US-amerikanischer Keyboarder und Session-Musiker
- Sims, Douglas II, US-amerikanischer Offizier, Generalleutnant der US-Army
- Sims, Elmer Richard (1883–1973), US-amerikanischer Romanist und Hispanist
- Sims, Ernie (* 1984), US-amerikanischer Footballspieler in der National Football League (NFL)
- Sims, George Robert (1847–1922), britischer Schriftsteller, Journalist und Sozialreformer
- Sims, Harvey (1871–1945), kanadischer Curler
- Sims, Henry (1890–1958), US-amerikanischer Bluesmusiker
- Sims, Hugo S. (1921–2004), US-amerikanischer Politiker
- Sims, Jamal (* 1971), US-amerikanischer Tänzer, Choreograph, Schauspieler und Regisseur
- Sims, James Marion (1813–1883), amerikanischer Chirurg
- Sims, Jena (* 1988), US-amerikanische Schauspielerin und ModelJena Sims (* 1988)

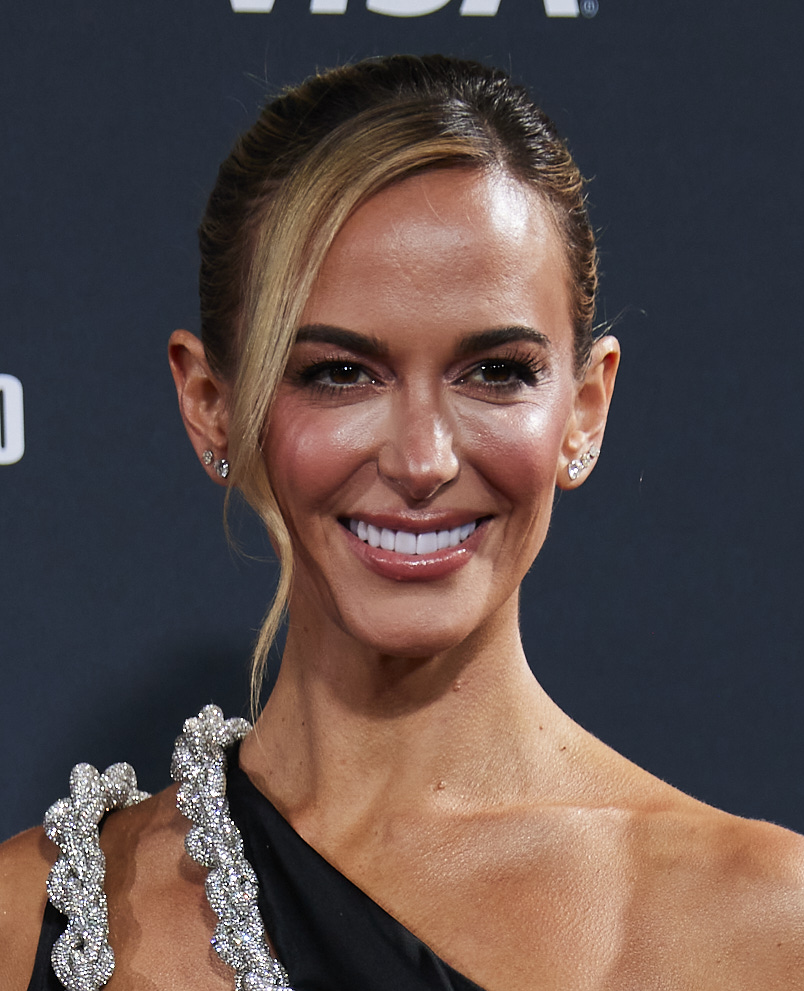
Jena Sims (* 1988)

- Sims, Joan (1930–2001), britische Schauspielerin
- Sims, Jocko (* 1981), US-amerikanischer Schauspieler
- Sims, Joe (* 1980), britischer Schauspieler, Hörspiel- und Synchronsprecher
- Sims, John (1749–1831), englischer Arzt und Botaniker
- Sims, Joyce (1959–2022), US-amerikanische Sängerin, Pianistin und Songwriterin
- Sims, Karl (* 1962), amerikanischer Informatiker
- Sims, Kayla (* 1999), US-amerikanische YouTuberin und Twitch-Streamer
- Sims, Kees (* 2003), neuseeländisch-niederländischer Fußballtorhüter
- Sims, Kym (* 1966), amerikanische House- und Popsängerin
- Sims, Leonard Henly (1807–1886), US-amerikanischer Politiker
- Sims, Molly (* 1973), US-amerikanisches Fotomodell, Schauspielerin und Fernsehmoderatorin
- Sims, Naomi (1948–2009), US-amerikanisches Fotomodell
- Sims, Nigel (1931–2018), englischer Fußballtorhüter
- Sims, Odyssey (* 1992), US-amerikanische Basketballspielerin
- Sims, Ray (1921–2000), US-amerikanischer Jazz-Posaunist (auch Gesang) des Swing
- Sims, Reginald William (1926–2012), britischer Zoologe
- Sims, Rob (* 1983), US-amerikanischer American-Football-Spieler
- Sims, Thetus W. (1852–1939), US-amerikanischer Politiker
- Sims, William H. (1837–1920), US-amerikanischer Politiker
- Sims, William S. (1858–1936), US-amerikanischer Admiral und Marinereformer der United States Navy
- Sims, Zoot (1925–1985), US-amerikanischer Saxophonist des Modern JazzZoot Sims (1925–1985)

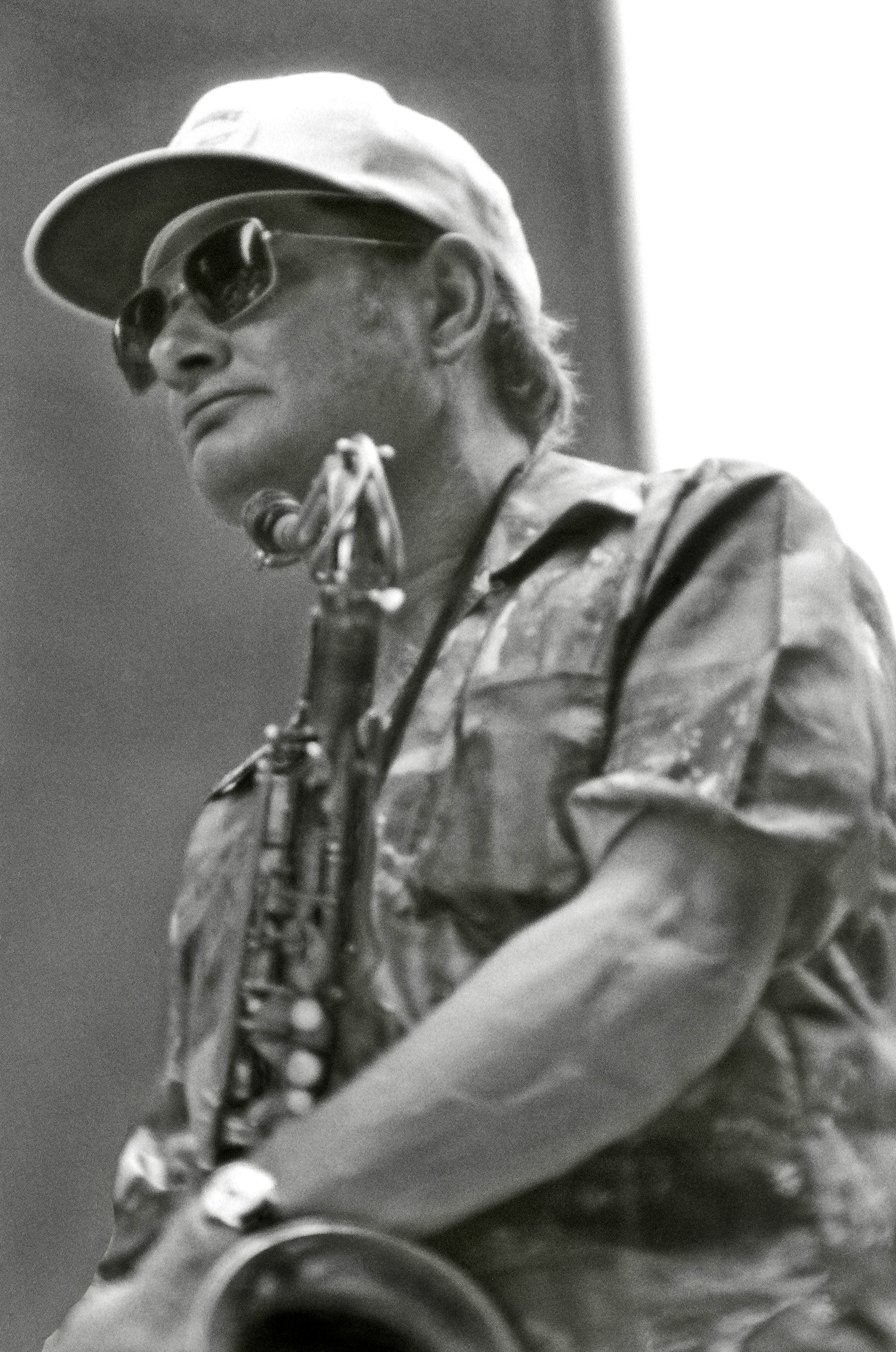
Zoot Sims (1925–1985)

- Sims-Fewer, Madeleine, kanadisch-britische Filmschauspielerin, Filmregisseurin, Filmproduzentin und Drehbuchautorin
- Sims-Williams, Nicholas (* 1949), britischer Iranist und Orientalist, Hochschullehrer
- Sims-Williams, Patrick (* 1949), britischer Keltologe und Hochschullehrer

### Simsa
- Simsa, Marko (* 1965), österreichischer Theaterschauspieler
- Simsa, Paul (1924–2013), deutscher Motorjournalist
- Simsa, Ruth (* 1962), österreichische Sozialwissenschaftlerin im Fachgebiet der Soziologie und Ökonomie

### Simsc
- Simschek, Roman, deutscher Unternehmensberater, Coach und Sachbuchautor

### Simse
- Simsek, Ahmet (* 1989), österreichischer MMA-Kämpfer, Boxer und Kickboxer
- Şimşek, Ali (* 1973), deutscher Politiker (SPD), MdHB
- Şimşek, Barış (* 1976), türkischer Fußballschiedsrichter
- Şimşek, Beykan (* 1995), türkischer Fußballspieler
- Şimşek, Çağla (* 2002), türkische Schauspielerin
- Şimşek, Dilşad (* 1980), türkische Schauspielerin
- Şimşek, Enver (1961–2000), türkischer Blumenhändler, erstes Opfer der Mordserie der rechtsradikalen terroristischen Vereinigung „Nationalsozialistischer Untergrund“ (NSU)
- Şimşek, Furkan (* 1997), deutsch-türkischer Fußballspieler
- Şimşek, Hakkı (* 1989), türkischer Fußballspieler
- Şimşek, Hüseyin (* 1962), türkisch-österreichischer Schriftsteller und Journalist
- Şimşek, Kenan (* 1968), türkischer Ringer
- Şimşek, Mehmet (* 1967), türkischer Finanzminister und Mitglied der AKPMehmet Şimşek (* 1967)

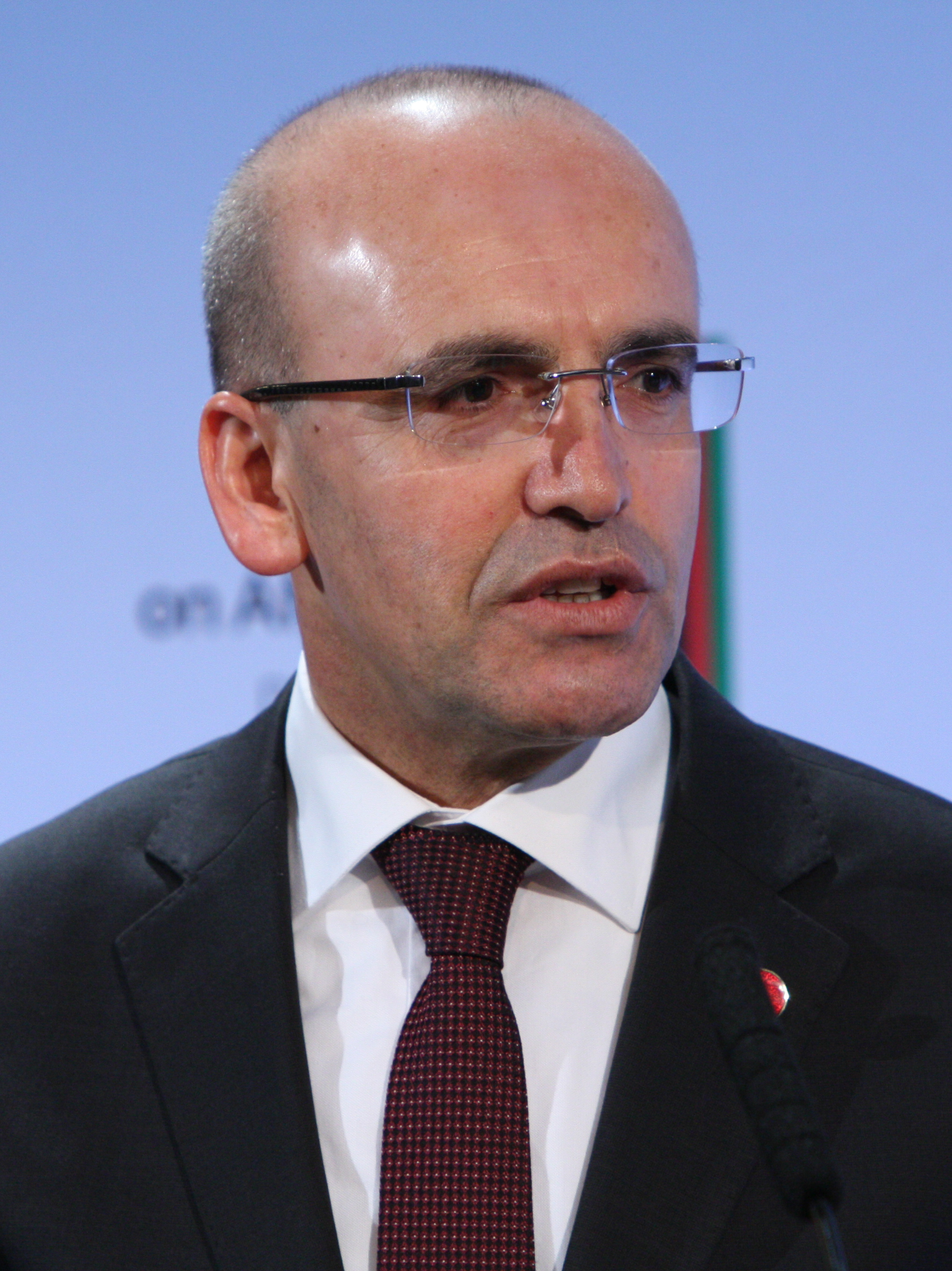
Mehmet Şimşek (* 1967)

- Şimşek, Meral (* 1980), türkisch-kurdische Schriftstellerin und Dichterin
- Simsek, Ömer (* 1964), deutscher Schauspieler und Theaterregisseur
- Şimşek, Osman (* 1991), türkischer Fußballtorhüter
- Şimşek, Rıdvan (* 1991), türkischer Fußballspieler
- Şimşek, Sema (* 1976), türkische Schauspielerin und Model
- Şimşek, Semiya (* 1986), deutsche Pädagogin und Buchautorin
- Şimşek, Sibel (* 1984), türkische Gewichtheberin
- Şimşek, Tahir (* 1979), türkischer Journalist und Schriftsteller
- Şimşek, Turan Cihan (* 1992), türkischer Schauspieler
- Simsek, Yeliz (* 1990), deutsche Schauspielerin
- Şimşek, Yunus (* 1994), türkischer Fußballspieler
- Şimşek, Yusuf (* 1975), türkischer Fußballspieler
- Simser, Judith, kanadische Pädagogin, Pionierin der auditiv-verbalen Erziehung und des Hörtrainings für das Cochleaimplantat

### Simsh
- Simshäuser, Wilhelm (1930–2004), deutscher Jurist und Hochschullehrer

### Simsi
- Simsion, Graeme (* 1956), australischer Autor
- Şimşir, Aral (* 2002), türkisch-dänischer Fußballspieler

### Simso
- Simsohn, Werner (1924–2001), deutscher Autor
- Simson von Sens, französischer Rabbiner
- Simson, Anna (1835–1916), deutsche Frauenrechtlerin
- Simson, Bernhard von (1840–1915), deutscher Historiker
- Simson, Clara von (1897–1983), deutsche Politikerin (FDP), MdA
- Simson, Eduard von (1810–1899), deutscher Richter, Hochschullehrer und Parlamentarier im Königreich PreußenEduard von Simson (1810–1899)

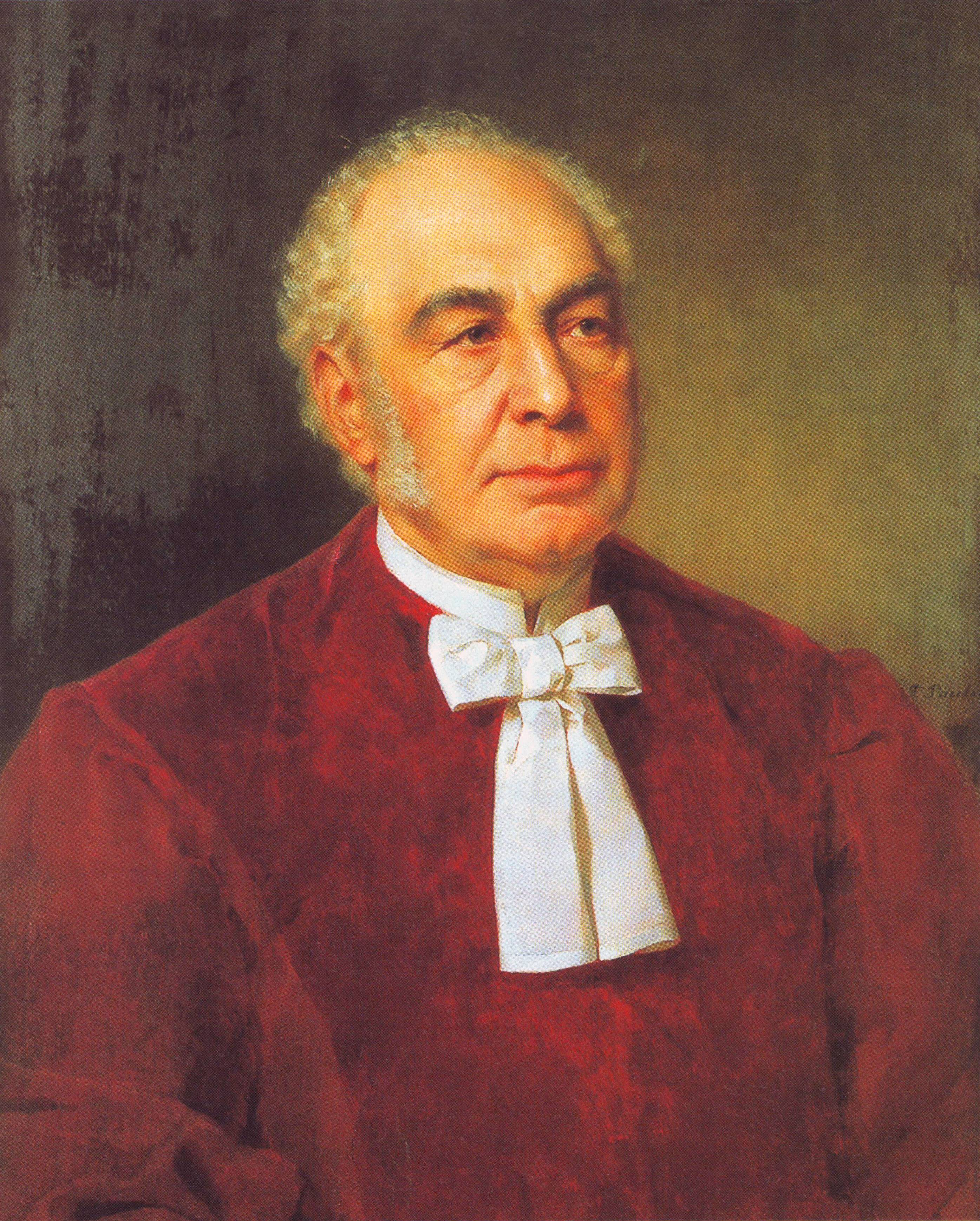
Eduard von Simson (1810–1899)

- Simson, Ernst von (1876–1941), deutscher Jurist, Diplomat und Unternehmer
- Simson, Georg Bernhard (1817–1897), preußischer Jurist und Politiker
- Simson, Georg von (1869–1939), deutscher Bankier
- Simson, Georg von (* 1933), deutscher Indologe und Buddhologe
- Simson, Helmut (1916–2013), deutscher Politiker (SPD), MdL
- Simson, Kadri (* 1977), estnische Politikerin, Mitglied des Riigikogu
- Simson, Marianne (1920–1992), deutsche Schauspielerin
- Simson, Matthew (* 1970), britischer Kugelstoßer
- Simson, Mecia (* 1989), britisches Model und SchauspielerinMecia Simson (* 1989)

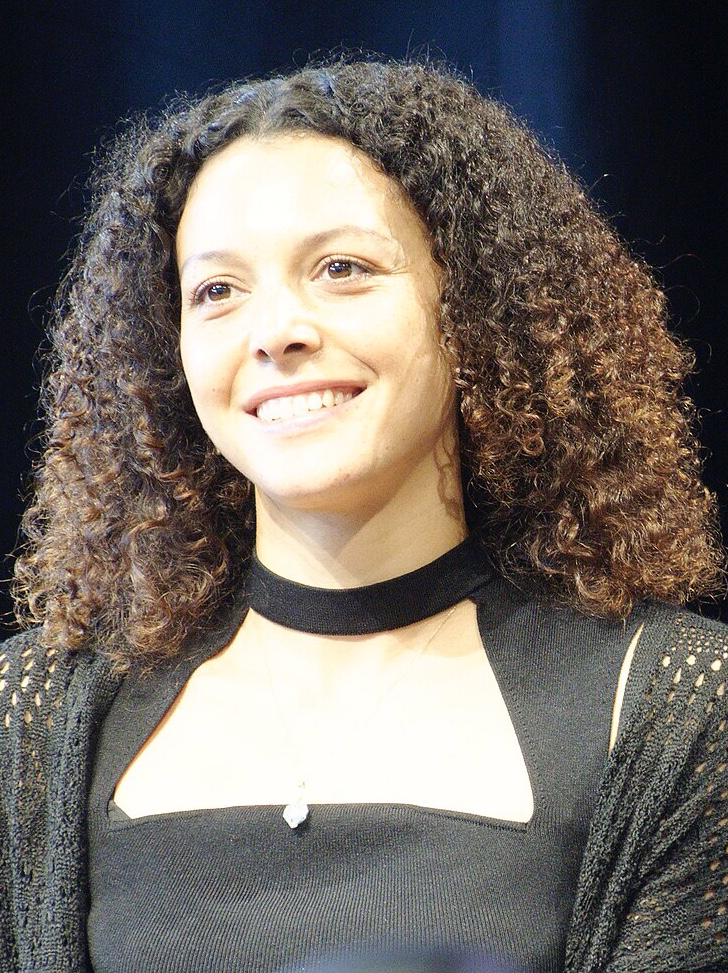
Mecia Simson (* 1989)

- Simson, Moses (1808–1868), deutscher Unternehmer
- Simson, Otto von (1912–1993), deutscher Kunsthistoriker
- Simson, Paul (1869–1917), preußischer Regionalhistoriker und Gymnasialprofessor
- Simson, Robert (1687–1768), schottischer Mathematiker und Geometer
- Simson, Tatjana Pawlowna (1892–1960), russische bzw. sowjetische Kinderpsychiaterin
- Simson, Werner von (1908–1996), deutscher Rechtswissenschaftler
- Simson, Wilhelm (* 1938), deutscher Manager und Vorstandsvorsitzender der E.ON AG
- Simson, Wolfgang (* 1959), deutscher evangelischer Theologe, Gemeindegründer, Verleger und Autor